# 힌두교 우주론
힌두교 우주론은 힌두교 경전에 따른 우주와 그 물질 상태, 시간 순환, 물리적 구조, 생명체에 미치는 영향을 설명하는 것이다. 힌두교 우주론은 세상이 존재하고 형태를 갖추도록 허락하는 창조자라는 개념과도 얽혀 있다.

## 실체
모든 물질은 세 가지 비활성 구나스(성질 또는 경향)를 기반으로 한다.
- 사트바 (선함)
- 라자스 (열정)
- 타마스 (어둠)

우주의 모든 물질을 구성하는 구나의 세 가지 상태가 있다.
- 프라다나 (근원 물질): 구나가 섞이지 않고 미발현된 상태 (균형).
- 프라크리티 (원시 물질): 구나가 섞여서 발현되지 않은 상태 (교란됨).
- 마하트-타트바 (물질 또는 우주 자궁): 구나가 섞여서 발현된 상태.

자체적인 의식이나 행동 의지가 없는 프라다나는 처음에 창조에 대한 원시적 욕구에 의해 교란된다. 다양한 사상 학파는 그 욕구의 궁극적인 원천과 구나가 무엇과 섞여 있는지(영원한 요소, 시간, 지바-아트마)에 대한 이해에 차이가 있다.
나타나는 물질적 요소(물질)는 가장 미묘한 것부터 가장 물리적인 것(조악한 것)까지 다양하다. 이러한 물질적 요소는 개별적인 영적 지바-아트마(육화된 영혼)를 덮어주어, 일시적인 물질적 육체, 다른 의식적인 육체, 무의식적인 대상과 같은 물질적 감각 대상과 상호 작용할 수 있도록 한다.
나타나는 미묘한 요소:
- 아함카라 (자아)
- 붓디 (지성)
- 치타/마나스 (마음)

나타나는 물리적(조악한) 요소(판차 부타, 다섯 가지 요소)와 그에 수반되는 감각 및 감각 기관:
- 공간/에테르 > 소리 > 귀
- 공기 > 촉각 > 피부
- 불 > 시각/형태 > 눈
- 물 > 미각 > 혀
- 흙 > 후각 > 코

## 시간
시간은 순환하는 우주와 함께 무한하며, 현재의 우주는 무한한 수의 우주에 선행되었고 그 뒤를 따를 것이다. 다양한 물질 상태는 영원한 칼라(시간)에 의해 안내되며, 이는 순간부터 우주의 수명에 이르기까지 일반적인 사건을 반복하며, 우주는 주기적으로 생성되고 파괴된다.
산스크리트 문학에서 우주 주기에 대한 가장 초기 언급은 유가 푸라나 (기원전 1세기경), 마하바라타 (기원전 3세기 – 기원후 4세기경), 마누 법전 (기원후 2세기 – 3세기경)에서 발견된다. 마하바라타에는 창조와 파괴 주기에 적용된 이름이 일관성이 없으며, 이는 여전히 명확하게 정의되지 않은 이름으로 이론화되어 있다. 여기서 유가(일반적으로 시대)와 칼파(브라흐마의 하루)가 사용되거나, 창조신 브라흐마의 하루, 또는 단순히 창조와 파괴의 과정으로 언급되며, 칼파와 브라흐마의 하루는 나중에 쓰여진 글에서 더 두드러지게 나타난다.
프라크리티 (원시 물질)는 311조 4천억 년의 마하칼파 (브라흐마의 생명) 동안 혼합된 상태로 유지되며, 그 뒤를 동일한 길이의 마하프라라야 (대해체)가 따른다. 우주(물질)는 43억 2천만 년의 칼파 (브라흐마의 하루) 동안 발현된 상태로 유지되며, 이 기간 동안 우주는 시작 시점에 창조되고 끝 시점에 파괴되었다가 다음 칼파 시작 시점에 재창조된다. 칼파 뒤에는 브라흐마와 우주가 미발현 상태에 있는 동일한 길이의 프라라야 (부분적 해체, 브라흐마의 밤)가 따른다. 각 칼파에는 15개의 만반타라-산디아스 (대홍수의 접합점)와 14개의 만반타라 (인류의 조상인 마누의 시대)가 있으며, 각 만반타라는 3억 6720만 년 동안 지속된다. 각 칼파에는 1,000개의 차투르-유가(시대, 마하유가)가 있고, 각 만반타라에는 71개의 차투르-유가가 있으며, 각 차투르-유가는 432만 년 동안 지속되고 네 개의 유가(다르마 시대)로 나뉜다. 현재 우리는 칼리 유가에 있다.
사트야 유가 (1,728,000년), 트레타 유가 (1,296,000년), 드와파라 유가 (864,000년), 칼리 유가 (432,000년).

## 생명
개별적인 영적 지바-아트마(육화된 영혼)는 살아있는 존재 내부의 생명력 또는 의식이다. 지바는 영원하며, 창조되거나 파괴되지 않으며, 창조된 무의식적인 물질과는 분명히 다르다. 물질의 발현 상태에 있는 구나스는 각 지바의 업과 인상에 따라 다양한 방식으로 지바를 덮는다. 물질의 이러한 물질적 덮개는 지바가 일시적인 물질적 육체, 다른 의식적인 육체, 무의식적인 대상과 같은 물질적 우주를 구성하는 물질적 감각 대상과 상호 작용할 수 있도록 한다.
물질적 창조물은 그 비영구적(비영원적)이고, 때로는 나타나고 때로는 나타나지 않는 일시적인 본성 때문에 마야("측정 또는 측정 가능한 것")라고 불린다. 이는 관찰자(지바)가 결국 비현실적이 될 대상들과 실제 경험을 하는 꿈이나 가상 현실에 비유된다.
물질적 감각 대상과의 상호작용을 통해 지바는 일시적인 물질적 육체를 진정한 자아로 동일시하기 시작하고, 이로 인해 의식적인 무지 (무지, 무자각, 망각) 상태에서 마야에 영원히 영향을 받고 속박된다. 이러한 의식적인 무지의 상태는 삼사라 (윤회의 수레바퀴)로 이어진다. 이는 자아 실현 (아트만-즈냐나) 또는 자신의 진정한 영적 자아/본성을 기억함으로써 해탈이 이루어질 때에만 지바에게 끝난다. 자신의 진정한 정체성에 대한 이러한 자각 상태를 개발하고 마야의 환상적인 본질을 이해하기 위한 행동은 해탈을 추구하는 것으로 알려져 있다. 힌두교인들은 다르마가 해탈의 수단이라고 믿으며, 따라서 다르마를 완성하는 것이 그러한 행동 중 하나이다. 사드하나로 알려진 영적 수행은 또 다른 행동이다. 지바는 우리 안에 있는 모든 긍정적인 특성들이 숨겨져 있지만, "마야의 층" 때문에 여전히 숨겨져 있는 곳으로 여겨진다.
다양한 사상 학파는 지바가 물질적 창조물에 진입하게 된 초기 사건과 해탈의 궁극적인 상태에 대한 이해에 차이가 있다.

## 창조와 구조
힌두교는 엄격한 공통 신념 체계라기보다는 독특한 지적 또는 철학적 관점의 집합이다. 여기에는 생명의 기원에 대한 다양한 관점이 포함된다. 힌두교의 역동적인 다양성으로 인해 단일한 창조 이야기는 없으며, 이는 베다, 브라마나, 푸라나와 같은 다양한 출처에서 파생되었고, 일부는 개념에 기반한 철학적 내용이며, 다른 일부는 서사적 내용이다. 힌두교 경전은 창조에 대한 단일한 정식 설명을 제공하지 않으며, 세계 창조에 대한 다양한 이론을 언급하는데, 이 중 일부는 명백히 모순된다.

### 리그베다
헨리 화이트 월리스에 따르면, 리그베다와 다른 베다 문헌들은 대안적인 우주론적 이론과 호기심 어린 질문들로 가득하다. 수많은 개방형 질문에 대해 베다 문헌은 상징과 비유가 담긴 구절들에서 다양한 사상을 제시하는데, 어떤 경우에는 힘과 주체가 뚜렷한 인격을 부여받고, 다른 경우에는 신화적 희생과 같은 인위적인 활동 유무에 관계없이 자연으로 묘사된다.

#### 히란야가르바 숙타 (황금 알)
리그베다 10.121에는 창조 이전에 존재했던 히란야가르바("히란야 = 황금 또는 빛나는" 및 "가르바 = 채워진 / 자궁")가 우주 창조의 근원이라고 언급되어 있으며, 이는 다른 많은 문명의 창조 신화에서 발견되는 우주란 모티프와 유사하다.
이 은유는 후대의 여러 텍스트에서 다르게 해석되었다. 상키야 학파 텍스트는 푸루샤와 프라크리티가 태아를 만들었고, 그로부터 세상이 나타났다고 말한다. 또 다른 전통에서는 창조신 브라흐마가 알에서 나와 세상을 창조했다고 말하고, 또 다른 전통에서는 브라흐마 자신이 히란야가르바라고 말한다. 푸루샤의 본성, 신들의 창조 및 태아 창조 신화의 기타 세부 사항은 후대의 힌두교 문헌에 의해 다양하게 설명되었다.

#### 푸루샤 숙타
푸루샤 숙타 (RV 10.90)는 원시 인도유럽 신화 기원의 신화를 묘사하는데, 여기서는 우주 창조가 신들에 의해 희생된 원초적인 우주적 존재인 푸루샤의 거열로부터 비롯된다. 푸루샤는 존재했던 모든 것과 앞으로 존재할 모든 것으로 묘사된다. 이 존재의 몸은 네 가지 종류의 사람들의 기원이었는데, 그들은 브라만, 라잔야, 바이샤, 수드라였다. 세속적인 알 (참조: 히란야가르바) 또는 이중 남성-여성 에너지로 다양하게 해석되는 비라즈는 푸루샤에게서 태어났고, 푸루샤는 다시 비라즈에게서 태어났다. 그 후 신들은 푸루샤와 함께 야즈나를 수행하여, 그의 다양한 신체 부위와 그의 마음으로부터 나타난 세계의 다른 것들을 창조하였다. 이러한 것들에는 동물, 베다, 바르나, 천체, 공기, 하늘, 천국, 지구, 방향, 그리고 신들인 인드라와 아그니가 포함되었다.
나중에 쓰여진 푸라나와 같은 텍스트들은 푸루샤를 신과 동일시한다. 많은 푸라나 기록에서 브라흐마는 창조신이다.:103, 318 그러나 일부 푸라나에서는 비슈누, 시바, 또는 데비를 창조신으로 동일시하기도 한다.:103

#### 나사디야 숙타
나사디야 숙타 (리그베다 10.129)는 원초적 존재들(푸루샤의 희생을 행한 신들)의 창조에 대해 거의 불가지론적 입장을 취하며, 신들은 세상이 창조된 후에 생겨났고, 세상이 언제 처음 생겨났는지 아무도 모른다고 말한다. 그것은 누가 우주를 창조했는지, 누가 정말로 아는지, 그리고 그것이 알려질 수 있는지 묻는다. 나사디야 숙타는 다음과 같이 말한다.
처음에는 어둠이 있었고, 어둠으로 가려져 있었네;

구분되는 표식 없이, 이 모든 것은 물이었네;

존재하게 된 것은, 공허로 덮여 있었네;

그 하나는 열기의 힘으로 존재하게 되었네;
정말로 누가 아는가? 누가 여기서 선포할 것인가?

어디서부터 생산되었는가? 이 창조물은 어디서부터인가?

신들은 나중에, 이 우주의 창조와 함께 존재하게 되었네.

그렇다면 누가 그것이 어디서부터 일어났는지 아는가?
신의 뜻이 그것을 창조했는지, 아니면 그는 침묵했는지;

아마도 그것은 스스로 형성되었을 수도 있고, 아마도 그렇지 않았을 수도 있다;

가장 높은 하늘에 있는 그 감독자만이 아네,

그만이 알거나, 아마도 그는 모를 수도 있다.— 리그베다 10:129–6

#### 다른 찬가들
리그베다의 초기 찬가에는 트바스타르가 인간 세계의 처음 태어난 창조자로 언급되어 있다.
데비 숙타 (RV 10.125)는 여신이 모든 것이며, 창조자, 창조된 우주, 우주를 먹이고 사랑하는 자라고 말한다.
신들의 창조를 다시 언급하면서, 리그베다는 분명히 무(無)로부터의 창조를 확증하는 것처럼 보인다. 리그베다 (RV) 10.72는 다음과 같이 말한다.
1. 이제 우리는 신들의 탄생을 환호 속에서 선포하리라,

찬가가 낭송될 때 후세의 세대가 (그것들을) 보게 될 것이다.

2. 성스러운 말씀의 주 [=브르하스파티]는 대장장이처럼 이 (탄생들)을 제련했으니,

신들의 고대 세대에서는 존재하지 않는 것으로부터 존재하는 것이 태어났다.

3. 신들의 첫 세대에서는 존재하지 않는 것으로부터 존재하는 것이 태어났다.

공간의 영역들은 그 (존재하는 것)에 이어 태어났으니—그 (존재하는 것)은 발이 열린 자로부터 태어났다.
— 신들, 리그베다 10.72.1-3

RV 1.24는 "높이 떠서 밤에 나타나는 저 별들은 낮에는 어디로 가는가?"라고 묻는다. RV 10.88은 "불은 몇 개이며, 태양은 몇 개이며, 새벽은 몇 개이며, 물은 몇 개인가? 아버지들께 곤란한 질문을 하는 것이 아닙니다. 시인들이시여, 단지 알아내기 위해 여쭙니다."라고 의문을 제기한다.

### 브라마나
샤타파타 브라마나는 프라자파티가 자신을 번식시키기 위해 타파스를 수행하는 창조 이야기를 언급한다. 그는 물을 풀어 놓고 황금 알의 형태로 그 안에 들어가 우주로 진화한다. 프라자파티는 황금 알에서 나와 땅, 중간 지역, 하늘을 창조했다. 더 나아가 타파스를 통해 그는 데바들을 창조했다. 그는 또한 아수라들을 창조했고, 어둠이 존재하게 되었다.:102–103 그것은 또한 다른 대홍수 이야기와 유사한 이야기를 포함한다. 대홍수 이후, 유일한 생존자인 마누는 이다를 낳는 희생을 바친다. 그녀로부터 현존하는 인류가 존재하게 된다.:102–103
샤타파타 브라마나는 현 인류가 신의 경고를 받고 대홍수에서 유일하게 살아남은 마누의 후손이라고 말한다. 이 전설은 성경과 쿠란에 언급된 노아의 방주 이야기와 같은 다른 홍수 전설과 비교할 수 있다.

### 우파니샤드
아이타레야 우파니샤드 (3.4.1)는 처음에 오직 "아트만(영혼)" (자아)만이 존재했다고 언급한다. 자아는 하늘(암바스), 공기(마리키스), 땅(마라), 지하세계(아파)를 창조했다. 그는 그리고 나서 물로부터 푸루샤를 형성했다. 그는 또한 언어, 불, 프라나(생명의 숨결), 공기, 다양한 감각, 방향, 나무, 마음, 달 및 기타 것들을 창조했다.
브리하다란야카 우파니샤드 (1.4)는 처음에 오직 아트만이 푸루샤로서 존재했다고 언급한다. 외로움을 느낀 푸루샤는 자신을 두 부분으로 나누었다: 남성("파티")과 여성("파트니"). 남성이 여성을 안을 때 인간이 태어났다. 여성은 "어떻게 그가 나를 자신으로부터 만들어내고서 나를 안을 수 있는가? 나는 숨을 것이다."라고 생각했다. 그녀는 자신을 숨기기 위해 암소가 되었지만, 남성은 황소가 되어 그녀를 안았다. 그리하여 소들이 태어났다. 유사하게, 쌍으로 존재하는 모든 것이 창조되었다. 다음으로, 푸루샤는 그의 더 나은 부분으로부터 불, 소마, 불멸의 신들(데바)을 창조했다. 그는 또한 신들의 다양한 힘, 다양한 계급, 다르마 (법 또는 의무) 등을 창조했다. 타이티리야 우파니샤드는 존재(sat)가 비존재로부터 창조되었다고 말한다. 존재는 나중에 아트만(2.7.1)이 되었고, 그 다음에는 세계(1.1.1)를 창조했다.:103 찬도기아는 브라흐마가 세계를 창조하고, 유지하고, 파괴한다고 말한다. 유사한 관점은 문다카 우파니샤드 2.1.10절에도 나타나는데, "puruṣa evedaṃ viśvaṃ karma tapo brahma parāmṛtam"은 "이 푸루샤로부터 모든 것이 태어나고, 그를 앎으로써 모든 것이 알려진다"는 의미이다.

### 푸라나

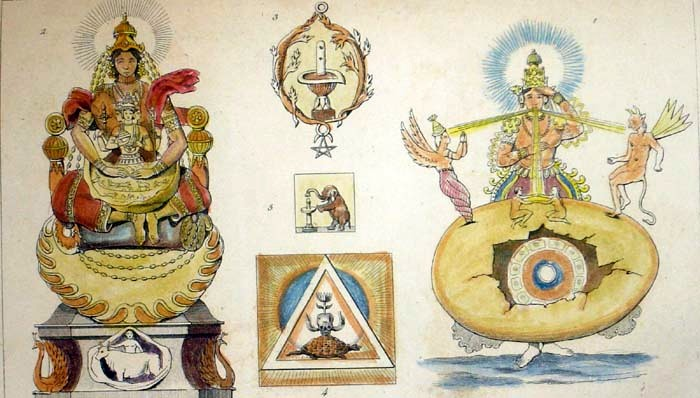
프라자파티의 창조 활동을 묘사하려는 시도; 1850년대의 강철 조각

힌두교와 자이나교에서 발견되는 인도 문학의 푸라나 장르는 우주론과 우주 발생론에 대한 부분을 필수적으로 포함한다. 수십 개의 다른 마하푸라나와 우파푸라나가 있으며, 각각 태양 및 달 왕조로 구성된 제안된 인류 역사에 통합된 자체 이론을 가지고 있다. 일부는 인도-유럽 창조 신화와 유사하지만, 다른 일부는 독창적이다. 힌두교, 불교, 자이나교 텍스트에서 공유되는 한 가지 우주론은 메루산(Mount Meru)을 포함하며, 별과 태양이 드루바(북극성)를 중심 참조점으로 사용하여 그 주위를 움직인다. 아네트 빌케와 올리버 모에부스에 따르면, 힌두교 우주론 이론의 다양성은 새로운 사상과 경험적 관찰이 나타날 때 이를 거부하지 않고 창의적으로 적응하고 통합하려는 경향을 반영할 수 있다.
후대의 푸라나 문헌에서 창조신 브라흐마는 "창조"의 행위, 더 구체적으로는 "우주 내 생명 번식"의 행위를 수행하는 것으로 묘사된다. 일부 문헌은 그를 히란야가르바 또는 푸루샤와 동일시하며, 다른 문헌은 그가 이들로부터 발생했다고 말한다. 브라흐마는 트리무르티 신들 중 하나로, 비슈누와 시바도 포함되며, 이들은 각각 우주의 "보존"과 "파괴"를 담당한다.
가루다 푸라나에 따르면, 우주에는 브라흐만 외에는 아무것도 없었다. 우주는 물의 넓은 공간이 되었고, 그 안에서 비슈누가 황금 알 속에서 태어났다. 그는 네 얼굴을 가진 브라흐마를 창조했다. 브라흐마는 그 후 데바, 아수라, 피트리, 마누샤를 창조했다. 그는 또한 락샤사, 야크샤, 간다르바를 창조했다. 다른 생물들은 그의 몸의 여러 부분에서 나왔다 (예: 그의 머리카락에서 뱀, 그의 가슴에서 양, 그의 입에서 염소, 그의 위에서 소, 다른 것들은 그의 발에서). 그의 체모는 약초가 되었다. 네 바르나는 그의 몸의 부분에서 나왔고, 네 베다는 그의 입에서 나왔다. 그는 그의 마음에서 여러 아들을 창조했다: 다크샤, 다크샤의 아내, 마누 스바얌부바, 그의 아내 샤타루프타, 그리고 리시 카샤파. 카샤파는 다크샤의 딸들 중 열세 명과 결혼했으며, 모든 데바와 생물들은 그들을 통해 태어났다.:103 다른 푸라나와 마누 스므리티는 이 이론의 여러 변형을 언급한다.
비슈누 푸라나에서 푸루샤는 창조신 브라흐마와 동일하며, 비슈누의 일부이다.:319 시바파 문헌은 히란야가르바를 시바의 창조물로 언급한다. 데비-바가바타 푸라나에 따르면 푸루샤와 프라크리티가 함께 나타나 브라흐만을 형성했는데, 이는 우주의 기원이자 지지대인 최고의 보편적 영이다.:319

#### 브라흐만다 (우주란)
리처드 L. 톰슨에 따르면, 바가바타 푸라나는 우리의 브라흐만다(우주 알 또는 우주)의 천동설 모델을 제시한다. 여기서 우리의 부-만달라 원반은 브라흐만다와 직경이 같으며, 직경이 5억 요자나 (전통적으로 각 8마일)에 달한다. 이는 약 40억 마일 이상으로, 별과 은하계의 우주에는 너무 작지만 태양계에는 적합한 크기이다. 또한, 바가바타 푸라나 및 다른 푸라나는 여러 우주, 즉 브라흐만다가 동시에 존재하며, 각각 7겹의 층으로 덮여 있고, 그 총 두께가 직경의 1천만 배 이상(5x1015 요자나 ≈ 6,804+ 광년 직경)이라고 말한다. 조티샤 샤스트라스, 수리야 싯단타, 싯단타 시로마니는 브라흐만다의 반경을 약 5,000광년으로 확대한다. 마지막으로, 마하바라타는 별들을 거대한 거리 때문에 작게 보이는 크고 자발적으로 빛나는 물체로 언급하며, 그 먼 별들로 여행하면 태양과 달을 볼 수 없다고 말한다. 톰슨은 부-만달라가 태양과 수성에서 토성까지 다섯 행성의 천동 궤도 지도로 해석될 수 있으며, 요자나의 길이를 약 8.5마일로 조정하면 이 지도가 매우 정확해진다고 지적한다.
최초로 태어난 부차적 창조자 브라흐마는 자신의 칼파가 시작될 때, 브라흐만다(우주 알 또는 우주)를 먼저 세 부분으로, 나중에는 열네 개의 로카스(천계 또는 영역)—때로는 천상, 지상, 지옥의 영역으로 분류됨—로 나누고, 최초의 살아있는 존재들을 창조하여 우주를 번성시키고 채운다. 일부 푸라나는 서로 다른 크기와 브라흐마를 가진 셀 수 없는 우주가 동시에 존재하며, 각각 동시에 발현하고 사라진다고 묘사한다.

### 인도 철학
상키야 학파 문헌은 푸루샤와 프라크리티라는 두 가지 명확히 구분되는 영원한 존재가 있다고 말한다. 프라크리티는 세 가지 성질을 가지고 있다: 사트바 (순수 또는 보존), 라자스 (창조), 타마스 (어둠 또는 파괴). 이 성질들 간의 균형이 깨지면 창조 행위가 시작된다. 라자스 성질은 창조로 이어진다.
아드바이타 베단타는 창조가 브라흐만에서 나오지만, 환상적이며 실제가 아니라고 말한다.:103 문다카 우파니샤드 2.2.11절은 "brahmaivedamamṛtaṃ purastādbrahma paścādbrahma dakṣiṇataścottareṇa adhaścordhvaṃ ca prasṛtaṃ brahmaivedaṃ viśvamidaṃ variṣṭham"이라고 말하며, 이는 "이 모든 것은 불멸의 브라흐만이다; 확실히 뒤의 모든 것은 브라흐만이다; 남쪽과 북쪽의 모든 것; 아래와 위로 펼쳐진 모든 것, 이 모든 것은 확실히 브라흐만이다"는 의미로, 브라흐만이 그 창조물 전체에 존재함을 시사한다.

### 창조와 파괴의 순환
많은 힌두교 경전은 창조와 파괴의 순환을 언급한다.:104 우파니샤드에 따르면, 우주와 지구는 인간 및 다른 생물들과 함께 반복적인 창조와 파괴 (프라라야)의 순환을 겪는다. 힌두교의 우주관은 영원하고 순환적이다. 후기 푸라나적 관점 또한 우주는 영원히 반복되는 일련의 주기 속에서 창조되고, 파괴되고, 재창조된다고 주장한다. 힌두 우주론에서 지구의 나이는 약 43억 2천만 년(칼파 또는 브라흐마의 하루에 해당하는 기간)이며, 그 후 불 또는 물의 요소에 의해 파괴된다. 이 시점에서 브라흐마는 하루만큼 긴 밤 동안 휴식한다. 프라라야(대격변)라고 불리는 이 과정은 100 브라흐마 해 (311조 4천억 인간 년) 동안 반복되며, 이는 브라흐마의 수명을 나타낸다.

### 로카스
데보라 소이퍼는 로카 개념의 발전을 다음과 같이 설명한다.
베다 문헌에서 로카 또는 로카스 개념이 발전한다. 유목민에게 공간을 나타내는 단어가 가질 수 있는 특별한 의미에 영향을 받아, 베다에서 로카는 단순히 장소나 세계를 의미하는 것이 아니라 긍정적인 가치를 가졌다. 그것은 그 자체로 특별한 가치나 기능을 가진 종교적 또는 심리적 관심의 장소나 위치였다. 따라서 초기 문헌의 "로카" 개념에는 이중적인 측면이 내재되어 있었다. 즉, 공간성과 공존하는 종교적 또는 구원론적 의미가 있었고, 이는 공간적 개념과는 독립적으로 존재할 수 있는 "비물질적" 의미였다. 베다에서 로카스의 가장 일반적인 우주론적 개념은 삼계 또는 삼중 세계였다. 즉, 지구, 대기 또는 하늘, 그리고 천국으로 구성된 세 개의 세계가 우주를 이룬다.— 데보라 A. 소이퍼

패트릭 올리벨은 초기 베다 시대에 우주가 지구(bhūḥ), 중간 지역(bhuvaḥ), 하늘 또는 창공(svaḥ)의 세 영역(로카)으로 구성된 것으로 간주되었으며, 이러한 삼분법적 우주론은 다른 인도유럽 민족들과 공유되었다고 설명한다. 베다 우주론에 대한 최근 연구에서 위첼 (1984)은 스바르가 로카("밝은 세계" 또는 "천상의 세계")라는 표현이 특히 은하수를 지칭한다고 밝혔다. 후기 베다 시대에는 마하스, 자나스, 타파스, 그리고 사티아로카("진리의 세계") 또는 브라흐마로카("브라흐마의 세계")라고 불리는 네 개의 더 높은 영역이 추가되었다. 훨씬 후대의 우파니샤드 이후의 텍스트에서는 일곱 개의 병렬적인 하위 영역 또는 지옥을 상정한다.

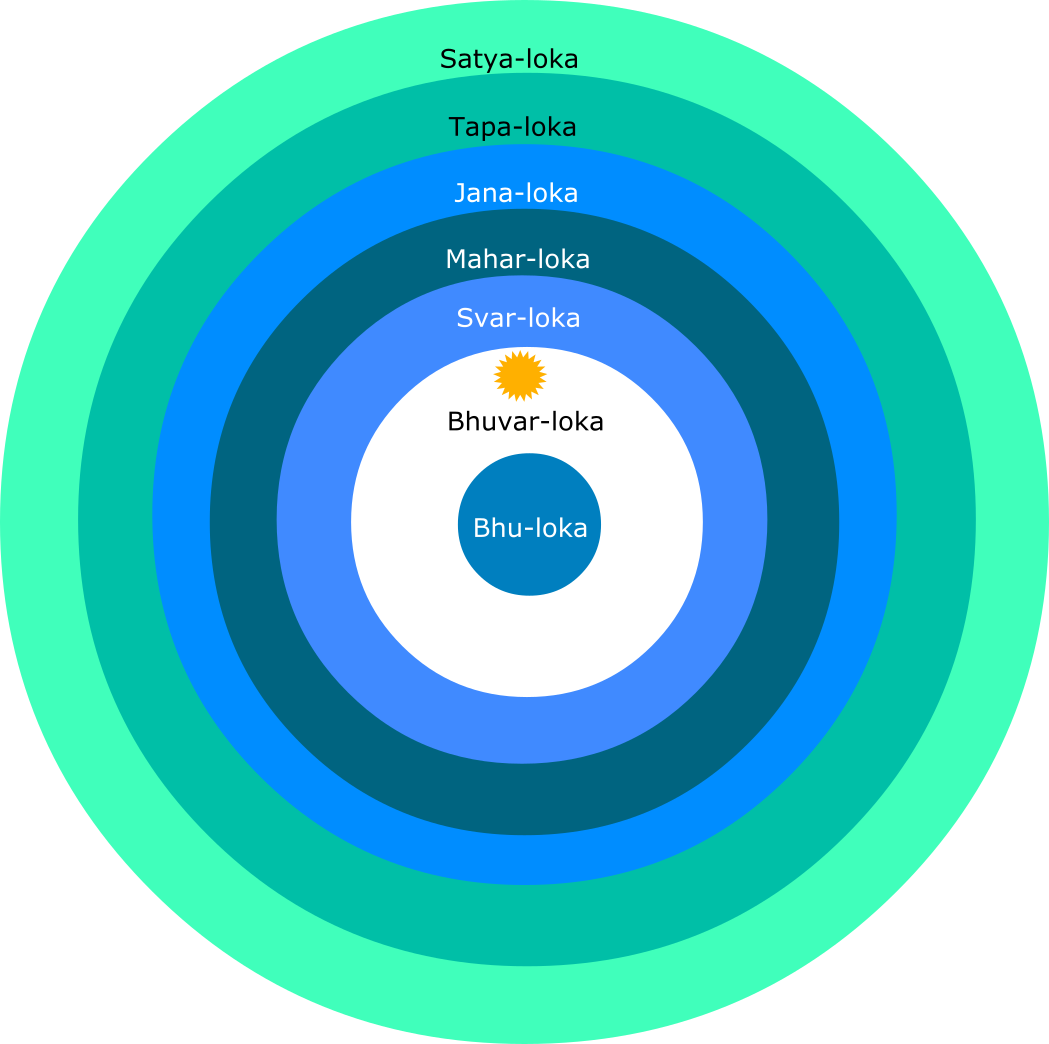
힌두 우주론의 상위 7개 로카

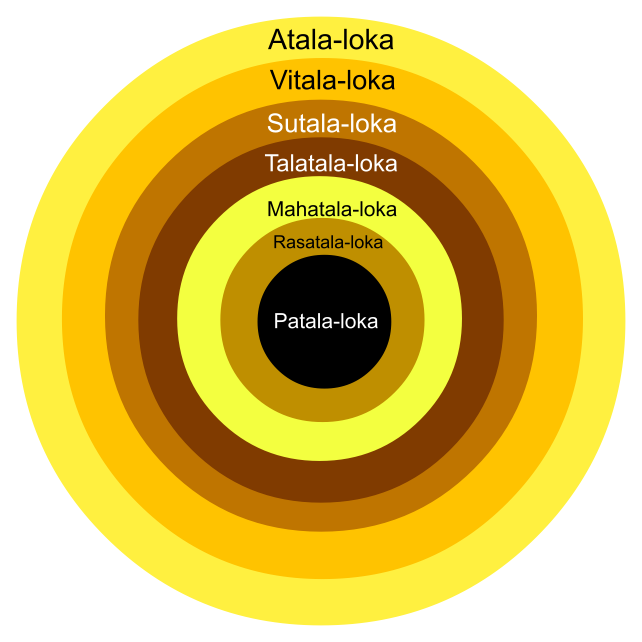
푸라나의 하위 7개 로카

브라흐만다 푸라나와 바가바타 푸라나 (2.5)에는 14개의 로카 (영역)가 묘사되어 있는데, 이들은 7개의 상위 (비아흐르티스)와 7개의 하위 (파탈라) 로카로 구성된다.
1. 사트야-로카 (브라흐마-로카)
2. 타파-로카
3. 자나-로카
4. 마하르-로카
5. 스바르-로카 (스바르가-로카 또는 인드라-로카)
6. 부바르-로카 (태양/달 평면)
7. 부-로카 (지구 평면)
8. 아탈라-로카
9. 비탈라-로카
10. 수탈라-로카
11. 탈라탈라-로카
12. 마하탈라-로카
13. 라사탈라-로카
14. 파탈라-로카

### 다중 우주
힌두교 경전은 원자처럼 움직이는 셀 수 없이 많은 우주가 동시에 존재하며, 각 우주에는 자체적인 브라흐마, 비슈누, 시바가 있다고 설명한다.
모든 우주는 일곱 개의 층(흙, 물, 불, 공기, 하늘, 총 에너지, 잘못된 자아)으로 덮여 있으며, 각 층은 이전 층보다 열 배 더 두껍다. 이 우주 외에도 셀 수 없이 많은 우주가 존재하며, 무한히 크지만 당신 안에서 원자처럼 움직인다. 그러므로 당신은 무한하다고 불린다.— 바가바타 푸라나 6.16.37

당신은 무한하시기에, 하늘의 주인도, 심지어 당신 자신도 당신의 영광의 끝에 도달할 수 없습니다. 각각의 껍질에 싸인 수많은 우주는 시간의 바퀴에 의해 당신 안을 떠돌도록 강요받으니, 마치 하늘을 떠다니는 먼지 입자들 같습니다. 슈루티는 지고의 존재와 분리된 모든 것을 제거하는 방식을 따라 당신을 최종 결론으로 드러냄으로써 성공을 거둡니다.— 바가바타 푸라나 10.87.41

우주를 덮고 있는 층 또는 요소들은 각각 이전 것보다 열 배 더 두껍고, 모든 우주들이 함께 모여 거대한 조합 속의 원자처럼 보인다.— 바가바타 푸라나 3.11.41

그리고 누가 광대한 우주의 무한을 헤아려, 각 우주에 브라흐마, 비슈누, 시바를 포함하고 있는 수많은 우주를 셀 수 있겠는가? 그 모든 우주에서 동시에 군림하는 인드라들을 누가 셀 수 있겠는가; 그들 이전에 사라진 다른 인드라들; 혹은 신적인 왕좌에 하나씩 올라가고, 하나씩 사라지는 어떤 주어진 계보에서 서로를 잇는 인드라들까지도.— 브라흐마 바이바르타 푸라나

어디에 있든지 모든 것은 공간에서 생성되고 공간에 존재한다. 그것은 항상 모든 것에 모든 것으로 존재하며, 모든 것은 그 안에 입자처럼 담겨 있다. 신성한 이해의 순수하고 텅 빈 공간은 마치 빛의 대양처럼, 셀 수 없이 많은 파도가 끊임없이 그 안에서 회전하는 바다의 물결처럼, 이 무수한 세계를 담고 있다.— 요가 바시스타 3.30.16–17

어두컴컴하고 음침한 사막과 숲에서 야크샤의 어지러운 고블린들이 다른 이들에게 보이지 않게 날뛰듯, 거대한 진공 공간을 굴러다니는 다른 많은 큰 세계들이 있다.— 요가 바시스타 3.30.34

당신은 하나의 우주를 알고 있습니다. 생명체는 많은 우둠바라(군집 무화과) 열매에 있는 모기처럼 많은 우주에서 태어납니다.— 가르가 삼히타 1.2.28

## 같이 보기
- 브라흐마푸라
- 힌두력
- 힌두 창조론
- 힌두 종말론
- 힌두 이상주의
- 힌두교 시간 단위
- 인도 천문학
- 로카
- 파탈라
- 푸라나 연대기
- 우르트바 로카스
- 바이쿤타

### 설명주
1. 1 2  In Bhagavad Gita 7.4, Krishna says "Air, water, earth, fire, sky, mind, intelligence and ahankaar (ego) together constitute the nature created by me."
2. ↑  देवानां नु वयं जाना पर वोचाम विपन्यया

### 참조주
1. ↑  Larson, Gerald. 《HINDU COSMOGONY/ COSMOLOGY》. Routledge, 2 Park Square, Milton Park, Abingdon, Oxon, OX14 4RN. 113쪽.
2. 1 2  James G. Lochtefeld, Guna, in The Illustrated Encyclopedia of Hinduism: A-M, Vol. 1, Rosen Publishing, ISBN 978-0-8239-3179-8, pages 224, 265, 520
3. ↑  Alban Widgery (1930), The principles of Hindu Ethics, International Journal of Ethics, Vol. 40, No. 2, pages 234–237
4. 1 2  Theos Bernard (1999), Hindu Philosophy, Motilal Banarsidass, ISBN 978-81-208-1373-1, pages 74–76
5. ↑  Axel Michaels (2003), Notions of Nature in Traditional Hinduism, Environment across Cultures, Springer, ISBN 978-3-642-07324-3, pages 111–121
6. ↑  Maharishi Mahesh Yogi on the Bhagavad-Gita, a New Translation and Commentary, Chapter 1–6. Penguin Books, 1969, p 128 (v 45) and p 269 v.13
7. ↑  Prakriti: Indian philosophy, Encyclopædia Britannica
8. ↑  “Mahattattva, Mahat-tattva: 5 definitions”. 《Wisdom Library》. 2019년 1월 27일. 2021년 2월 10일에 확인함. Mahattattva (महत्तत्त्व) or simply Mahat refers to a primordial principle of the nature of both pradhāna and puruṣa, according to the 10th century Saurapurāṇa: one of the various Upapurāṇas depicting Śaivism.—[...] From the disturbed prakṛti and the puruṣa sprang up the seed of mahat, which is of the nature of both pradhāna and puruṣa. The mahattattva is then covered by the pradhāna and being so covered it differentiates itself as the sāttvika, rājasa and tāmasa-mahat. The pradhāna covers the mahat just as a seed is covered by the skin. Being so covered there spring from the three fold mahat the threefold ahaṃkāra called vaikārika, taijasa and bhūtādi or tāmasa.
9. ↑  David Bruce Hughes. 《Sri Vedanta-sutra, Adhyaya 2》. David Bruce Hughes. 76쪽.
10. ↑  Swami Sivananda - commentator (1999). 《Brahma Sutras》. Islamic Books. 190–196쪽.
11. ↑  Elankumaran, S (2004). 《Personality, organizational climate and job involvement: An empirical study》. 《Journal of Human Values》 10. 117–130쪽. doi:10.1177/097168580401000205. S2CID 145066724.
12. ↑  Deshpande, S; Nagendra, H. R.; Nagarathna, R (2009). 《A randomized control trial of the effect of yoga on Gunas (personality) and Self esteem in normal healthy volunteers》. 《International Journal of Yoga》 2. 13–21쪽. doi:10.4103/0973-6131.43287. PMC 3017961. PMID 21234210.
13. ↑  Shilpa, S; Venkatesha Murthy, C. G. (2011). 《Understanding personality from Ayurvedic perspective for psychological assessment: A case》. 《AYU》 32. 12–19쪽. doi:10.4103/0974-8520.85716. PMC 3215408. PMID 22131752.
14. ↑  Gopal, Madan (1990).  K.S. Gautam, 편집. 《India through the ages》. Publication Division, Ministry of Information and Broadcasting, Government of India. 79쪽.
15. ↑  Prasad Sinha, Harendra (2006). 《Bharatiya Darshan Ki Rooprekha》. Motilal Banarsidass Publisher. 86쪽. ISBN 978-81-208-2144-6. 2015년 3월 18일에 확인함.
16. ↑  Mittal, Sushil; Thursby, Gene (2012). 《Hindu World》. Routledge. 284쪽. ISBN 978-1-134-60875-1.
17. ↑  Andrew Zimmerman Jones (2009). 《String Theory For Dummies》. John Wiley & Sons. 262쪽. ISBN 978-0-470-59584-8.
18. ↑  Teresi 2002, 174쪽.
19. ↑  “yuga”. 《Dictionary.com》. 랜덤하우스.
20. ↑  Sundarraj, M. (1997). 〈Ch. 4 Asvins⁠—Time-Keepers〉.   Mahalingam, N. 《RG Vedic Studies》. 코임바토르: 루크마니 오프셋 프레스. 219쪽. It is quite clear that the smallest unit was the "nimisah" ['winking of eyes'], and that time in the general sense of past, present and future was indicated by the word "yuga".
21. ↑  González-Reimann 2018, 415 (World Destruction and Re-creation)쪽.
22. ↑  Doniger, Wendy; Hawley, John Stratton, 편집. (1999). 〈Merriam-Webster's Encyclopedia of World Religions〉. 《메리엄-웹스터》. 메리엄-웹스터사. 691 (Manu)쪽. ISBN 0-87779-044-2. a day in the life of Brahma is divided into 14 periods called manvantaras ("Manu intervals"), each of which lasts for 306,720,000 years. In every second cycle [(new kalpa after pralaya)] the world is recreated, and a new Manu appears to become the father of the next human race. The present age is considered to be the seventh Manu cycle.
23. ↑  Krishnamurthy, V. (2019). 〈Ch. 20: The Cosmic Flow of Time as per Scriptures〉. 《Meet the Ancient Scriptures of Hinduism》. Notion Press. ISBN 978-1-68466-938-7. Each manvantara is preceded and followed by a period of 1,728,000 (= 4K) years when the entire earthly universe (bhu-loka) will submerge under water. The period of this deluge is known as manvantara-sandhya (sandhya meaning, twilight). ... According to the traditional time-keeping ... Thus in Brahma's calendar the present time may be coded as his 51st year - first month - first day - 7th manvantara - 28th maha-yuga - 4th yuga or kaliyuga.
24. ↑  Gupta, S. V. (2010). 〈Ch. 1.2.4 Time Measurements〉.   Hull, Robert; Osgood, Richard M. Jr.; Parisi, Jurgen; Warlimont, Hans. 《Units of Measurement: Past, Present and Future. International System of Units》. Springer Series in Materials Science: 122. 스프링어. 7–8쪽. ISBN 978-3-642-00737-8.
25. ↑  Penprase, Bryan E. (2017). 《The Power of Stars》 2판. 스프링어. 182쪽. ISBN 978-3-319-52597-6.
26. ↑  Johnson, W.J. (2009). 《A Dictionary of Hinduism》. Oxford University Press. 165쪽. ISBN 978-0-19-861025-0.
27. ↑  Chapman, Graham; Driver, Thackwray (2002). 《Timescales and Environmental Change》. Routledge. 7–8쪽. ISBN 978-1-134-78754-8.
28. ↑  Rocher, Ludo (1986). 《The Purāṇas》. Otto Harrassowitz Verlag. 123–125, 130–132쪽. ISBN 978-3-447-02522-5.
29. ↑  Mitchiner, John E. (2000). 《Traditions of the Seven Rsis》. Motilal Banarsidass. 141–144쪽. ISBN 978-81-208-1324-3.
30. ↑  Johnson, W. J., 1951- (2009년 2월 12일). 《A dictionary of Hinduism》 Fir판. Oxford [England]. ISBN 978-0-19-861025-0. OCLC 244416793.
31. ↑  Brodd, Jeffrey (2003). 《World Religions》. Winona, MN: Saint Mary's Press. ISBN 978-0-88489-725-5.
32. ↑  Krishna, the Beautiful Legend of God, pages 11–12, and commentary pages 423–424, by Edwin Bryant
33. ↑  Teun Goudriaan (2008), Maya: Divine And Human, Motilal Banarsidass, ISBN 978-8120823891, pages 4, 167
34. ↑  Richard L. Thompson (2003), Maya: The World as Virtual Reality, ISBN 9780963530905
35. ↑  Juergensmeyer, Mark; Wade Clark Roof (2011). 《Encyclopedia of Global Religion》. SAGE Publications. 272쪽. ISBN 978-1-4522-6656-5.
36. ↑  Fowler, Jeaneane D. (1997). 《Hinduism: Beliefs and Practices》. Sussex Academic Press. 10–11쪽. ISBN 978-1-898723-60-8.
37. ↑  Christopher Chapple (1986), Karma and creativity, State University of New York Press, ISBN 0-88706-251-2, pages 60–64
38. ↑  Flood, Gavin (2009년 8월 24일). “힌두교 개념”. 《BBC 온라인》. 영국방송공사. 2014년 4월 11일에 원본 문서에서 보존된 문서. 2015년 7월 31일에 확인함.
39. ↑  Chryssides, George D.; Zeller, Benjamin E. (2014). 《The Bloomsbury Companion to New Religious Movements》. Bloomsbury Academic. 333쪽. ISBN 978-1-4411-9829-7.
40. ↑  Potter, Karl. 《Dharma and Mokṣa from a Conversational Point of View》. Honolulu: University of Hawaii Press. 49–63쪽.
41. 1 2  Mishra, R.C (2013). 《Moksha and the Hindu Worldview》. New Delhi, India: SAGE Publications. 21–42쪽.
42. ↑  Georgis, Faris (2010). 《Alone in Unity: Torments of an Iraqi God-Seeker in North America》. Dorrance Publishing. 62쪽. ISBN 978-1-4349-0951-0.
43. ↑  “How did the world come into being according to Hinduism?”.
44. ↑  Torrance, Robert M. (1999년 4월 1일). 《Encompassing Nature: A Sourcebook》. Counterpoint Press. 121–122쪽. ISBN 978-1-58243-009-6. 2012년 12월 15일에 확인함.
45. ↑  Henry White Wallis (1887). 《The Cosmology of the Ṛigveda: An Essay》. Williams and Norgate. 61–73쪽.
46. 1 2  Quinn, Edward (2009년 1월 1일). 《Critical Companion to George Orwell》. Infobase Publishing. 188쪽. ISBN 978-1-4381-0873-5. 2012년 12월 15일에 확인함.
47. ↑  Bremmer, Jan N. (2007). 《The Strange World of Human Sacrifice》. Peeters Publishers. 170–쪽. ISBN 978-90-429-1843-6. 2012년 12월 15일에 확인함.
48. 1 2  S. N. Sadasivan (2000년 1월 1일). 《A Social History Of India》. APH Publishing. 226–227쪽. ISBN 978-81-7648-170-0. 2012년 12월 15일에 확인함.
49. ↑  “Rig Veda: Rig-Veda, Book 10: HYMN XC. Puruṣa.”. 2015년 3월 26일에 확인함.
50. ↑  "Worlds Together Worlds Apart", Fourth Edition, Beginnings Through the 15th century, Tignor, 2014, pg. 5
51. 1 2 3 4 5 6 7 8 9 10  Dalal, Roshen (2011년 10월 5일). 《Hinduism: An Alphabetical Guide》. Penguin Books India. 318–319쪽. ISBN 978-0-14-341421-6. 2012년 12월 15일에 확인함.
52. ↑  Griffith, Ralph T.H. (Transl.): Rigveda Hymn CXXIX. Creation in Hymns of the Rgveda, Vol. II, 1889-92. Munshiram Manoharlal Publishers Pvt. Ltd., New Delhi, 1999.
53. ↑  Charles Lanman, The Creation Hymn, Book X, Hymn 129, Rigveda, The Sacred Books of the East Volume IX: India and Brahmanism, Editor: 막스 뮐러, Oxford, page 48
54. ↑  McNamara, Patrick; Wildman, Wesley J. (2012년 7월 19일). 《Science and the World's Religions [3 Volumes]》. ABC-CLIO. 180–쪽. ISBN 978-0-313-38732-6. 2012년 12월 15일에 확인함.
55. 1 2  Jamison, Stephanie; Brereton, Joel (2014). 《The Rigveda: The Earliest Religious Poetry of India》. Oxford University Press. 1499–1500, 1607–1609쪽. ISBN 978-0-19-937018-4.
56. ↑  Kramer, Kenneth (January 1986). 《World Scriptures: An Introduction to Comparative Religions》. Paulist Press. 34쪽. ISBN 978-0-8091-2781-8.
57. ↑  Christian, David (2011년 9월 1일). 《Maps of Time: An Introduction to Big History》. University of California Press. 18쪽. ISBN 978-0-520-95067-2.
58. ↑  Bellah, Robert N. (2011). 《Religion in Human Evolution》. Harvard University Press. 510–511쪽. ISBN 978-0-674-06309-9.
59. ↑  Brown, W. Norman (1942). 《The Creation Myth of the Rig Veda》. 《Journal of the American Oriental Society》 62. 85–98쪽. doi:10.2307/594460. JSTOR 594460.
60. ↑  Charles Lanman, Hymns by Women, Book X, Hymn 125, Rigveda, The Sacred Books of the East Volume IX: India and Brahmanism, Editor: 막스 뮐러, Oxford, pages 46–47
61. ↑  Rig Veda 10.72 translation by R.T.H. Griffith (1896)
62. ↑  Henry White Wallis (1887). 《The Cosmology of the Ṛigveda: An Essay》. Williams and Norgate. 117쪽.
63. ↑  Patton, Laurie L. (2005). 《Bringing the Gods to Mind: Mantra and Ritual in Early Indian Sacrifice》. University of California Press. 113, 216쪽. ISBN 978-0-520-93088-9.
64. ↑  White, Merry I.; Pollak, Susan (2010년 11월 2일). 《The Cultural Transition: Human Experience and Social Transformation in the Third World and Japan. Edited by Merry I White, Susan Pollak》. Taylor & Francis. 183쪽. ISBN 978-0-415-58826-3. 2012년 12월 15일에 확인함.
65. ↑  Sehgal, Sunil (1999). 《Encyclopaedia of Hinduism: C-G》. Sarup & Sons. 401쪽. ISBN 978-81-7625-064-1. 2012년 12월 15일에 확인함.
66. ↑  F. Max Muller (2004년 6월 30일). 《The Upanishads, Vol I》. Kessinger Publishing. 228쪽. ISBN 978-1-4191-8641-7. 2012년 12월 15일에 확인함.
67. ↑  Fourth Brâhmana in Brihadaranyaka Upanishad, Fourth Brahmana. Translated by Max Müller as The Upanishads, Part 2 (SBE15) [1879].
68. ↑  S.K. Paul, A.N. Prasad (2007년 11월 1일). 《Reassessing British Literature: Pt. 1》. Sarup & Sons. 91쪽. ISBN 978-81-7625-764-0. 2012년 12월 15일에 확인함.
69. ↑  www.wisdomlib.org (2016년 2월 21일). “Mundaka Upanishad: Verse 2.1.10”. 《www.wisdomlib.org》 (영어). 2022년 6월 30일에 확인함.
70. ↑  Eliade, Mircea; Adams, Charles J. (1987). 《The Encyclopedia of religion》. Macmillan. 100–113, 116–117쪽. ISBN 978-0-02-909730-4.
71. ↑  Glucklich, Ariel (2008). 《The Strides of Vishnu: Hindu Culture in Historical Perspective》. Oxford University Press. 151–155 (Matsya Purana and other examples)쪽. ISBN 978-0-19-971825-2.
72. ↑  Wilke, Annette; Moebus, Oliver (2011). 《Sound and Communication: An Aesthetic Cultural History of Sanskrit Hinduism》. Walter de Gruyter. 259–262쪽. ISBN 978-3-11-024003-0.
73. ↑  Thompson, Richard L. (2007). 《The Cosmology of the Bhāgavata Purāna: Mysteries of the Sacred Universe》. Delhi: 모틸랄 바나르시다스. 239쪽. ISBN 978-81-208-1919-1.
74. ↑  Joshi, Dinkar (2005년 1월 1일). 《Glimpses Of Indian Culture》. Star Publications. 32쪽. ISBN 978-81-7650-190-3. 2012년 12월 15일에 확인함.
75. ↑  Raman, Varadaraja (2012). 《HINDUISM AND SCIENCE: SOME REFLECTIONS》. Malden, USA: Blackwell Publishing Inc. 549–574쪽.
76. ↑  www.wisdomlib.org (2016년 2월 21일). “Mundaka Upanishad: Verse 2.2.11”. 《www.wisdomlib.org》 (영어). 2022년 6월 29일에 확인함.
77. ↑  A survey of Hinduism, 클라우스 K. 클로스테르마이어, 2007, pp. 495-496
78. ↑  Haag, James. 《HINDU COSMOGONY/ COSMOLOGY》. Routledge, 2 Park Square, Milton Park, Abingdon, Oxon, OX14 4RN. 115쪽.
79. ↑  Soifer, Deborah A. (Nov 1991). 《The Myths of Narasimha and Vamana: Two Avatars in Cosmological Perspective》. State University of New York Press. 51쪽. ISBN 978-0-7914-0799-8.
80. ↑  Olivelle, Patrick (1996). 《Upaniṣads》. 옥스퍼드 대학교 출판부. xlv–xlvii쪽. ISBN 978-0-19-954025-9.
81. ↑  Holdrege, Barbara A. (2015). 《Bhakti and Embodiment: Fashioning Divine Bodies and Devotional Bodies in Krsna Bhakti》. Routledge. 334, note 62쪽. ISBN 978-1-317-66910-4.
82. ↑  Grimes, John A. (1996). 《A Concise Dictionary of Indian Philosophy: Sanskrit Terms Defined in English》. State University of New York Press. 95쪽. ISBN 978-0-7914-3067-5.
83. ↑  Ganga Ram Garg (1992). 《Encyclopaedia of the Hindu World》. Concept. 446쪽. ISBN 978-81-7022-375-7.
84. ↑  Penprase, Bryan E. (2017년 5월 5일). 《The Power of Stars》. Springer. 137쪽. ISBN 978-3-319-52597-6.
85. ↑  Mirabello, Mark (2016년 9월 15일). 《A Traveler's Guide to the Afterlife: Traditions and Beliefs on Death, Dying, and What Lies Beyond》. Inner Traditions / Bear & Co. 23쪽. ISBN 978-1-62055-598-9.
86. ↑  Amir Muzur, Hans-Martin Sass (2012). 《Fritz Jahr and the Foundations of Global Bioethics: The Future of Integrative Bioethics》. LIT Verlag Münster. 348쪽. ISBN 978-3-643-90112-5.
87. ↑  Ravi M. Gupta, Kenneth R. Valpey (2016년 11월 29일). 《The Bhagavata Purana: Sacred Text and Living Tradition》. Columbia University Press. 60쪽. ISBN 978-0-231-54234-0.
88. ↑  Thompson 2007, 200쪽.
89. ↑  Joseph Lewis Henderson, Maud Oakes (1990년 9월 4일). 《The Wisdom of the Serpent: The Myths of Death, Rebirth, and Resurrection》. Princeton University Press. 86쪽. ISBN 0-691-02064-7.
90. ↑  Yoga Vasistha
91. ↑  Yoga Vasistha
92. ↑  Garga Samhita (59)

## 참고 문헌
- González-Reimann, Luis (2018). 〈Cosmic Cycles, Cosmology, and Cosmography〉.   Basu, Helene; Jacobsen, Knut A.; Malinar, Angelika; Narayanan, Vasudha. 《Brill's Encyclopedia of Hinduism》 2. 레이던: 브릴. doi:10.1163/2212-5019_BEH_COM_1020020. ISBN 978-90-04-17641-6. ISSN 2212-5019.
- 하우그, 마르틴 (1863). 리그베다의 아이타레야 브라흐마남: 제사 기도문의 의미에 대한 브라흐만들의 가장 초기 사변을 담고 있음. ISBN 0-404-57848-9.
- 조셉, 조지 G. (2000). 공작의 볏: 비유럽 수학의 뿌리, 2판. 펭귄 북스, 런던. ISBN 0-691-00659-8.
- 카크, 수바시 C. (2000). "인도 천문학의 탄생과 초기 발전". 셀린, 헬라인 (2000). 문화권별 천문학: 비서구 천문학의 역사 (303–340). 보스턴: 클루어. ISBN 0-7923-6363-9.
- Teresi, Dick (2002). 《Lost Discoveries: The Ancient Roots of Modern Science — from the Babylonians to the Maya》. New York: 사이먼 & 슈스터. ISBN 0-684-83718-8.